# Фаленопсис Шиллера
Фаленопсис Шиллера (лат. Phalaenopsis schilleriana) — эпифитное травянистое растение семейства Орхидные, или Ятрышниковые (Orchidaceae).
Вид не имеет устоявшегося русского названия, в русскоязычных источниках обычно используется научное название Phalaenopsis schilleriana.

## Синонимы
- Phalaenopsis schilleriana f. immaculata (Rchb.f.) Christenson 2001
- Phalaenopsis schilleriana var compacta nana Hort. 1890
- Phalaenopsis schilleriana var delicata Dean 1877
- Phalaenopsis schilleriana var grandiflora Van Brero 1935
- Phalaenopsis schilleriana var. immaculata Rchb.f. 1875
- Phalaenopsis schilleriana var major J.D. Hook ex Rolfe 1886
- Phalaenopsis schilleriana var odorata Van Brero 1935
- Phalaenopsis schilleriana var pallida Val & Tiu 1984
- Phalaenopsis schilleriana var purpurea O’Brien 1892
- Phalaenopsis schilleriana var splendens Warn. 1878
- Phalaenopsis schilleriana var viridi-maculata Ducharte 1862
- Phalaenopsis curnowiana  Hort. 1891

## Природныевариации
- Phalaenopsis schilleriana var. immaculata Rchb.f 1875

Синонимы: Phalaenopsis schilleriana subvar. immaculata Veitch 1891, Phalaenopsis curnowiana Hort 1891.
- Phalaenopsis Schilleriana var. splendens Warner 1878

## История описания иэтимология

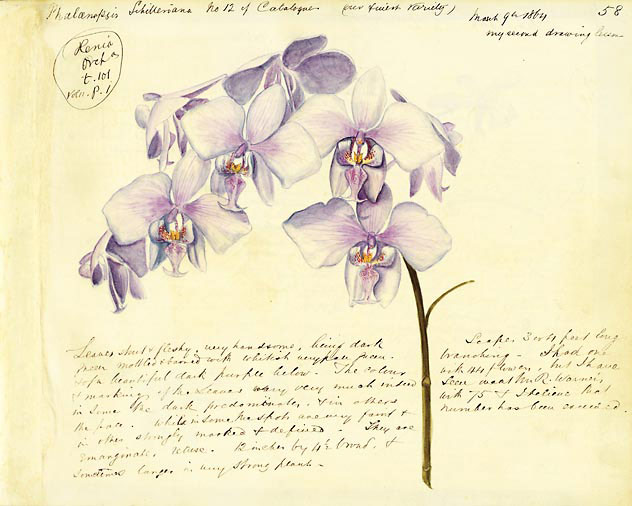

Первое упоминание о Phalaenopsis schilleriana принадлежит господину Симену, опубликовано в июне 1856 г. Он писал о брюссельских теплицах Линдена, и коротко описал растение, которое вполне могло быть Phalaenopsis schilleriana. 
 Первое растение ввезенное в Европу принадлежало Шиллеру, работавшему в Маниле в должности консула из Гамбурга. В 1859 году он приобрел 30 растений у сборщика орхидей Мариуса Порто, работавшего на фирму Линдена. Из всей коллекции Шиллера до Европы доехало лишь одно растение. 
Описание вида было сделано Райхенбахом 1860 году. В Англию Phalaenopsis schilleriana ввезен в 1862 г. 
 В Европе это растение было мечтой многих коллекционеров, нецветущий экземпляр легко оценивался в 100 гиней. К 1875 году цена упала, цветущие экземпляры стоили 32 гинеи, но спрос продолжал оставаться высоким. 

Растение названо в честь немецкого консула и коллекционара орхидей Шиллера.

Подробнее о истории описания вида в Orchid Review en 1940.

## Биологическое описание
Моноподиальный эпифит средних размеров.
Стебель короткий, скрыт основаниями 3-7 листьев.
Корни хорошо развитые, толстые, уплощенные, серого цвета с зеленовато-коричневатыми кончиками.
Листья продолговато-эллиптические, тупые, темно-зеленые, с красивым мраморным серебристо-серым рисунком по поверхности, снизу поверхность листьев темнее с красно-фиолетовым оттенком. Их длина 25-50 см, ширина 7-12 см. При недостатке света мраморный рисунок блёкнет.
Цветонос однолетний, красно-коричневый, свисающий, ветвистый, до 1 метра длиной. Количество цветков зависит от возраста и габитуса растения, максимально может одновременно нести до 400 цветков.
Окраска цветков — от нежно до тёмно-розовых, некоторые клоны имеют аромат сравнимый с запахом сирени,
диаметр до 9 см, открываются практически одновременно. Губа варьирует по цвету от бело-зелёного до красно-фиолетового.

## Распространение,экологическиеособенности

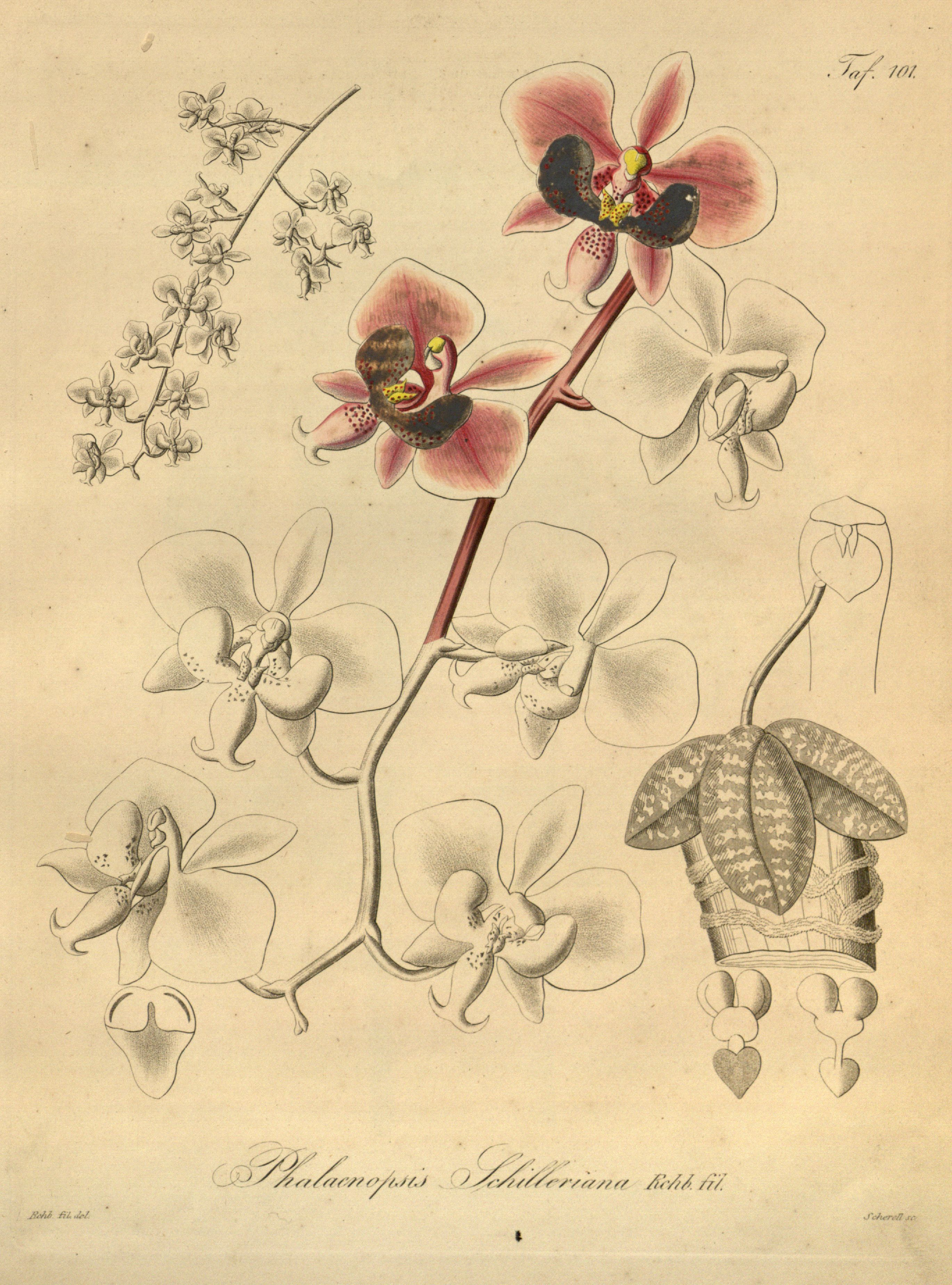
Phalaenopsis schilleriana.
Ботаническая иллюстрация из «Xenia Orchidacea», 1874 г.

Филиппины. Лусон (провинции: Albay, Quezon, Rizal и Sorsogon) и другие более мелкие острова. 
 Эпифит высоко в кронах деревьев. Равнинные и горные леса, на высотах от 0 до 450 метров над уровнем моря. 
 На Филиппинах фаленопсис Шиллера, чаще всего селится на деревьях диплодискус метельчатый (Diplodiscus paniculala).
В местах естественного произрастания сезонных температурных колебаний практически нет. Круглый год дневная температура около 28—33 °C, ночная около 19—24 °C.
Относительная влажность воздуха около 80 %.
С июня по декабрь средмемесячное количество осадков от 130 до 400 мм. С января по май 10—50 мм.
Цветущие растения можно встретить в течение всего года, пик цветения с февраля до июня.
Относится к числу охраняемых видов (II приложение CITES).

## В культуре

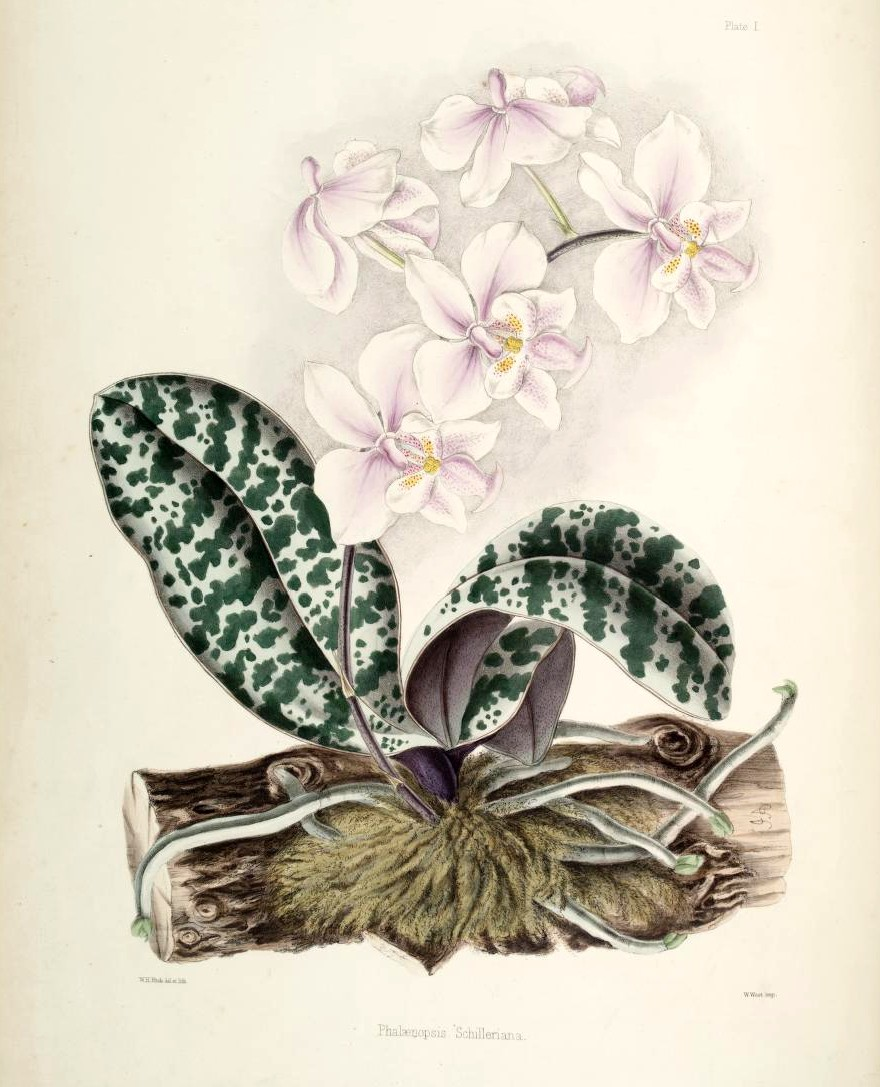
Phalaenopsis schilleriana. Ботаническая иллюстрация из «Select Orchidaceous Plants», 1862 г.

Температурная группа — теплая. Для нормального цветения обязателен перепад температур день/ночь в 5—8°С. При содержании растений в прохладных условиях наблюдается остановка роста.
Для стимулирования цветения осенью температуру снижают. Днем 15—16 °C, ночью 13 °С.
Требования к свету: 1000—1200 FC, 10760—12919 lx. При недостатке освещения крапчатый узор листьев исчезает.
Общая информация о агротехнике в статье Фаленопсис.
Активно используется в гибридизации.

## Первичныегибриды(грексы)
- Ayleen — schilleriana	х cornu-cervi (T. Sukarya) 1980
- Baguio — schilleriana х lindenii (W.W.G. Moir) 1966
- Boen Soepardi — fimbriata х schilleriana (Atmo Kolopaking) 1982
- Bronze Maiden — schilleriana х mannii (Mrs Lester McCoy) 1964
- Confirmation — Phalaenopsis amabilis var. rimestadiana[6] х schilleriana (Bultel) 1925
- x rothschildiana — amabilis х schilleriana (Естественный гибрид) 1887
- Essence Shihfong — schilleriana х floresensis (Shih-Fong Chen) 2001
- Essence Yenpei — venosa х schilleriana (Shih-Fong Chen) 1996
- Fabienne Dream — schilleriana х viridis	(Luc Vincent) 2000
- Franziska Dream — schilleriana х wilsonii (Luc Vincent) 2001
- Grand Conde — sanderiana х schilleriana (Vacherot & Lecoufle) 1929
- Lanny — violacea х schilleriana	(T. Sukarya) 1980
- Love Heart — schilleriana х lobbii (Hou Tse Liu) 2004
- x leucorrhoda — aphrodite х schilleriana (Естественный гибрид) 1856
- Maria Dream — schilleriana х sumatrana	(Luc Vincent) 2001
- Morges la Coquette — schilleriana	javanica	Luc Vincent	2002
- Philishill — philippinensis х schilleriana (Marcel Lecoufle) 1993
- Pink Heart — schilleriana х parishii (Dr Henry M Wallbrunn) 1979
- Regnier — lueddemanniana х schilleriana	(A. Regnier) 1922
- San Shia Lady — schilleriana х celebensis (Hou Tse Liu) 2000
- Schillambo — schilleriana х amboinensis	(Fredk. L. Thornton) 1968
- Schiller’s Horse — schilleriana	х equestris (Kunshan Biotec. (O/U)) 2006
- x schilleriano-stuartiana — schilleriana х stuartiana (Естественный гибрид) 1856
- Schillgig — gigantea х schilleriana (Dr Henry E. Fernando) 1987
- Tetraschiller — tetraspis х schilleriana (Masao Kobayashi) 1996
- Tigre — denticulata х schilleriana (A. Regnier) 1922
- x veitchiana — equestris х schilleriana (Естественный гибрид) 1872
- Wiganiae — schilleriana х stuartiana (S. Low) 1899

## Межродовыегибриды(грексы)
Зарегистрированы RHS.
- Phalanetia Koibotaru — Neofinetia falcata × Phalaenopsis schilleriana, T.Morie 2000